# Kloster Les Écharlis
Das Kloster Les Écharlis (gelegentlich auch Les Écharlis; Scarleiae) ist eine ehemalige Zisterzienserabtei in der Gemeinde Villefranche-Saint Phal im Département Yonne, Region Bourgogne-Franche-Comté, in Frankreich. Es liegt rund 24 km westlich von Joigny.

## Geschichte
Das Kloster ist aus einer zwischen 1115 und 1120 von Vivien, Ritter von La Ferté-Loupière, begründeten Einsiedelei entstanden, die sich 1131 als erstes Tochterkloster von Kloster Fontenay dem Zisterzienserorden anschloss und somit der Filiation der Primarabtei Clairvaux angehörte. Wegen Wassermangels wurde das Kloster 1136 von Le Vieux-Echarlis an einen anderen Ort einige Kilometer weiter westlich am Ufer eines Bachs verlegt. Das im 17. und 18. Jahrhundert umgebaute Kloster fand in der Französischen Revolution wohl 1791 sein Ende. Anschließend wurde die Klosterkirche abgebrochen.

## Bauten und Anlage
Erhalten sind auf dem landwirtschaftlich genutzten Gelände einige Arkaden des Kreuzgangs aus dem 12. Jahrhundert sowie von den 1756 rekonstruierten Konventsgebäuden der Kapitelsaal und das Armarium. Das von der Fremdenkapelle aus dem 13. Jahrhundert flankierte Pfortenhaus aus dem 12. Jahrhundert wurde im 17. Jahrhundert restauriert.